# Četvёrtaja vysota
Četvёrtaja vysota (Четвёртая высота) è un film del 1977 diretto da Igor' Voznesenskij.

## Trama
Il film racconta la famosa attrice cinematografica sovietica, che nel maggio 1942 andò volontariamente al fronte.